# Lanzarote
Lanzarote je španjolski otok i najsjeveroistočniji otok Kanarskog otočja. Pretežno planinski otok vulkanskog podrijetla prostire se na 845,94 km2. Na otoku živi 139.506 ljudi. Lanzarote se nalazi oko 140 kilometara zapadno od marokanske obale. 1993. godine UNESCO je proglasio cijeli otok rezervatom biosfere.
Dimenzije otoka su 60 km od sjevera prema jugu i 25 km od zapada prema istoku. Lanzarote ima 213 km obale, 16,5 km od kojih su pješčane plaže a ostatak su stjenovite plaže.

## Turizam
Lokalno gospodarstvo uglavno živi od prihoda od turizma. Glavna mjesta rekreativnog turizma su Playa Blanca, Arrecife, Puerto del Carmen.

## Galerija
- Jardin de Cactus
- Caldera Blanca
- NP Timanfaya
- NP Timanfaya
- NP Timanfaya
- NP Timanfaya
- La Geria Vinogradi
- Playa de Papagayo
- Lanzarote

## Vanjske poveznice
- Cabildo de Lanzarote - Webstranica otoka